# Matthias Müller (réalisateur)
Pour les articles homonymes, voir Müller et Matthias Müller.
Matthias Müller, né le 29 mars 1961 à Bielefeld (Allemagne de l'Ouest), est un cinéaste allemand connu pour ses films de found footage.

## Récompenses et distinctions
- (en) Matthias Müller: Awards, sur l'Internet Movie Database